# Doboj
Doboj (szerbül: Добој), város és községközpont Bosznia-Hercegovinában, a Szerb Köztársaság északi régiójában a Boszna folyó partján. 2013-as adatok szerint magának a városnak 25 132 lakosa volt. Doboj a legnagyobb országos vasúti csomópont és a Bosznia-Hercegovinai Vasutak Társaságának működési bázisa.  Bosznia-Hercegovina egyik legrégebbi városa, és Banja Luka mellett a legfontosabb közigazgatási központ a Boszniai Szerb Köztársaságban. Mivel két makrorégió (közép-európai és mediterrán) között fekszik, ez alapot teremtett a gazdaság különböző ágainak fejlődéséhez. Ezért nyugodtan kijelenthető, hogy Doboj város területe kommunikációs összeköttetést jelent egyrészt a Pannon és az Adriai-tenger medencéje, másrészt pedig Nyugat-Európa és a Közép-Balkán között, és mint ilyen, stratégiai jelentőséggel bír mind a mikrorégió, mind egész Bosznia-Hercegovina számára.

## Fekvése
A település Bosznia-Hercegovina északi részén, Banja Lukától légvonalban 70, közúton 105 km-re keletre, a Boszna-folyó partján, a Spreča-folyó torkolatával átellenben, 138-360 méteres tengerszint feletti magasságban található. Doboj rendkívül kedvező földrajzi fekvésű település. Amikor a terület földrajzi előnyeiről beszélünk, elsősorban a kommunikációs jelentőségére gondolunk. A város a Boszna, az Usora és a Spreča hatalmas folyómedrei mentén fejlődött ki, mind a közúti, mind a vasúti forgalom csomópontjában. Geomorfológiai értelemben a különböző formák váltakoznak ezen a területen. Doboj város északi részét kainozoikum üledékekből felépült dombos terep jellemzi, amely enyhén ereszkedik le sík területekre (folyóvölgyekbe) hordalékos fennsíkokkal, míg dél felé ezek a dombos terepek délről a hegyvonulatokra támaszkodva magasabb fekvésűek. Vízgazdálkodási szempontból Doboj város területe viszonylag gazdagnak mondható. Alapját a Bosna folyó, valamint az Usora és Spreča vízgyűjtő területei, továbbá az Ukrina folyó völgyei képezik, amely mellékfolyóival, az Ilova folyóval a Krnjica terület északi részén és a Krnjica terület déli részén a Radnja folyóval Doboj község északkeleti határát képezi.
A Bosna folyó vízgyűjtőjében bal oldali mellékfolyókként fontos kiemelni a Rudanka, Zarječa, Foča, Veličanka, Lovnica és Glogovice vízfolyásait, jobb oldali mellékfolyóként pedig a Lukavica folyót mellékfolyóival.

## Éghajlata
A város a mérsékelt-kontinentális pannon övhöz tartozik, ami azt jelenti, hogy a nyarak melegek, a telek mérsékelten hidegek, míg az éves átlaghőmérséklet 10 °C. A csapadék általában eloszlik, és a legintenzívebb május-június időszakban, amikor a mezőgazdasági növényeknek a legnagyobb szükségük van rá. Az átlagos csapadékmennyiség 1000-1100 mm/m2 között mozog.

## Népessége

### A község népessége
| Nemzetiségi csoport | Népesség 1991 | Népesség 2013 |
| ------------------- | ------------- | ------------- |
| Szerb               | 30820         | 45552         |
| Bosnyák             | 41164         | 15318         |
| Horvát              | 13264         | 1739          |
| Jugoszláv           | 5765          | 72            |
| Egyéb               | 2536          | 1431          |
| Összesen            | 102549        | 64112         |

### A város népessége
| Nemzetiségi csoport | Népesség 1991 | Népesség 2013 |
| ------------------- | ------------- | ------------- |
| Szerb               | 8011          | 19586         |
| Bosnyák             | 11154         | 3797          |
| Horvát              | 2714          | 704           |
| Jugoszláv           | 4365          | 52            |
| Egyéb               | 1254          | 993           |
| Összesen            | 27498         | 25132         |

## Története

### Őskor
A régészeti és történeti kutatások eredményei, különösen azok szerint, amelyeket a 20. század második felében végzett kiterjedt munka eredményeként értek el, Doboj környékén az emberi település és élet ritkán tapasztalható folytonosságát mutatják. Az őskor legrégebbi korszakaitól kezdve, minden időszakban éltek itt emberek, településeket létesítve a Boszna, az Usora és Spreča-folyók találkozásánál. Számos őskori ember, az ókőkor (paleolitikum) vadászainak élőhelyét fedezték fel és vizsgálták, melyek általában nem barlangokban, hanem a folyóvölgyek feletti agyagos dombok tetején, nyílt terepen álltak. A sokkal későbbi újkőkorból (neolitikum) származó földművesek települései a gabonaföldek melletti síkságokon jöttek létre, amelyek akkoriban, a történelem során először, kenyérrel táplálták az embert. Később a réz-, bronz- és vaskorban az emberi településeket tömörített agyagból és pelyvából készült sáncokkal erősítették meg, melyeket megégettek, hogy a lehető leghosszabb ideig fennmaradjanak, vagy szárazon rakott kőfalakkal erősítették meg őket, a helyszíneket pedig dombtetőkön, nehezen megközelíthető magaslatokon választották ki. Kétségtelen nyomok vannak arra vonatkozóan, hogy már ezekben az őskori időkben is létezett a Pannóniából és Közép-Európából a Földközi-tenger és az Adriai-tenger partvidéke felé menő út, és ezzel együtt mindkét irányban zajlott az anyagi javak, a technikai vívmányok, a szellemi termékek, az emberi tudás, az eszmék áramlása és cseréje. Ily módon ez a terület is részt vett az őskori és ókori világ általános fejlődésében. Végül a rómaiak, akik az ókor utolsó évtizedeiben hódították meg a régiót, a 2. században kővel burkolt utat építettek Bosznia völgyén keresztül.

### Ókor
Az illír daesitates törzs már az i. e. 12. században letelepedett ezen a régión. A daesitates az egyik legnagyobb és legfontosabb illír törzs volt, amely a mai Bosznia-Hercegovina területén élt, északi határain egy másik fontos törzzsel, a breucikkal osztozva. A daesitates és a breucik indították el a 6 és 9 között zajlott nagy illír felkelést, mely a római forrásokban a Bellum Batonianum néven ismert. Miután a véres lázadást leverték, a római légiók véglegesen letelepedtek a területen, és egy nagy katonai tábort (Castrum) és a mai Makljenovac területén egy polgári települést (Canabea) építettek.. Ezeket az építményeket valószínűleg a korai Flavius-dinasztia korában, Vespasianus uralkodása alatt építették.
A rómaiak tapasztalt hódítókként azonnal felismerték a Boszna-folyó völgye ezen részének stratégiai jelentőségét, és már az 1. század elején felépítettek egy nagy katonai tábort, a Castrumot. Téglalap alakú, körülbelül 160 x 135 m méretű építmény, körülbelül 1,90 m vastag falakkal rendelkezett, amelyek részben máig megőrződtek, és körülbelül 1,50 m magasak. Minden ovális sarokban tornyok, mindkét oldal közepén pedig kapuk voltak, amelyeket szintén mindkét oldalon tornyok védtek. A nagy téglalap közepén állt a parancsnokság épülete. Az egész Castrum köré egy széles árkot ástak, a vizet pedig a mintegy száz méterre lévő Boszna folyó medréből vezették bele. Az egész komplexumot kőtömbökből építették, amelyek falait gondosan elegyengették, a köveket pedig mészhabarccsal kötötték össze. Ezek voltak az első olyan épületek ezen a vidéken, amelyekhez mészkötőanyagot használtak, mert addig a építészet a régióban őskori típusú volt, azaz szárazon rakott kőből, kötőanyag nélkül építettek.
Nyugatabbra, egy széles, vízzel teli árok túloldalán, a domb lábánál épült Canabea település. Valószínűleg ez volt a régióban legrégebbi városi típusú település, mely egyben castrum is volt. Több mint egy tucat hosszúkás épület alapjait találták meg itt, két-három bejárattal nyílva a keskeny folyosókra, ahonnan aztán kisebb szobákba - körülbelül 2,5 x 3 m-es helyiségekbe – lehetett bejutni. Itt a legionáriusok ágyasai (hajadon, nem férjezett katonanők) éltek. A településen volt egy nagy fürdőház, amelybe kerámia vízvezetékeken vezették be a meleg vizet. Az épületek között egy körülbelül 8 m széles utca húzódik, amelyet ugyanolyan kővel burkoltak, mint Canabea összes épületét.
A Castrum és Canabe temetője, a Canabe feletti dombon helyezkedett el. Néhány sírkő részben fennmaradt, ezekről ismert a régió legrégebbi néhány lakójának a neve. A nagy római komplexum negyedik épülete a Refugium volt, amely közvetlenül az Usora torkolata feletti dombon található. A legkésőbbi római-bizánci építmény a 4-5. századból származik ezen a helyen. Érdekes, mert az ókori építők erőfeszítéseit tükrözi, hogy új koncepciókkal és erődítmény-megoldásokkal megvédjék az országot számos barbár támadásától. A mai napig ezeknek a műemlékeknek a maradványait különféle módokon megőrizték. A régi római temetőt a 19. század végén elpusztították. A Refugiumot a 19. század végi kőfejtő, majd a második világháború után egy általános iskola építése is elpusztította, így az erődítménynek körülbelül egynegyede maradt meg.
Canabea nagy részét napjainkban, 1965-ben pusztították el egy teljesen felesleges csatorna kiásása és a vízgazdálkodásból származó erőszakos cselekmények miatt, mert mindössze 20 méterrel történő eltereléssel meg lehetett volna menteni a műemléket. A Castrum alapjai a mai napig jól megőrződtek (falainak építőköveinek legnagyobb részét a 13. században a doboji erőd építéséhez szállították el). Ma azonban még nagyobb veszély fenyegeti a jelenlegi illegális építkezések miatt, amelyek fenyegetően közelednek hozzá, és gyakorlatilag minden oldalról körülveszik. Nyilvánvaló, hogy a modern Doboj még nem vette észre azt a ritka lehetőséget, hogy ez a kivételesen értékes kulturális és történelmi komplexum jelentős turisztikai központtá, és ezáltal hasznos gazdasági tevékenységgé fejlődjön.

### Középkor
Amikor a délszláv törzsek a 6. és 7. században bevándoroltak erre a területre, kezdetben a korábbi római település romjain telepedtek le, és folyamatosan ott éltek a 13. század elejéig. A szlávok 6. századi érkezését követően a régió az Usora bánság részévé vált (a középkori dokumentumokban néha együttesen említik a közeli Soli tartománnyal, innen ered a Usora és Soli elnevezés). Amikor a kőtömbökből épült doboji várat a 13. században felépítették, a római épületek anyagát is felhasználták, volt, ahol a régi döngölt földsáncot is el kellett távolítani, de lehetséges, hogy a régi erődítmény földsáncát egészen a 13. századig használták.

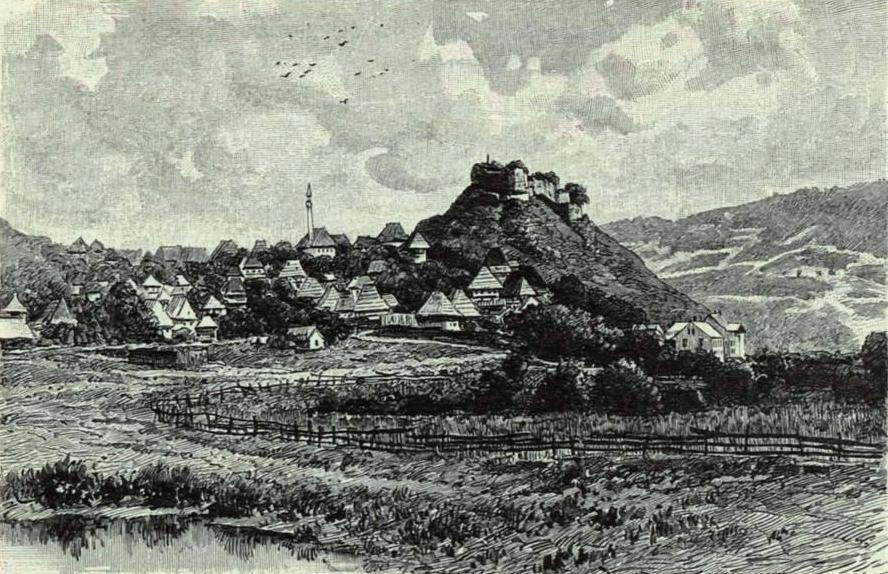
Doboj vára (Az Osztrák-Magyar Monarchia írásban és képben, Bosznia és Hercegovina/22. kötet)

Doboj várának első írásos említése a magyar sereg 1415-ös boszniai hadjárata alkalmával történt abban a levélben, melyet 1415. június 16-án dubrovniki kereskedők küldtek Zsigmond magyar királynak. Ekkor a magyar sereg a Boszna völgyében ütött tábort, azonban Doboj városának elődjét, Varoš települést még ez a dokumentum sem említi. A doboji vár, egy bosnyák királyi vár volt, mely a 13. század elején épült, majd a 15. század elején (1415) bővítették. Az oszmán uralom alatt, 1490-ben ismét kibővítették. 1415 augusztusának elején Dobojban egy különösen jelentős csata zajlott a magyarok és a Hervoja vezette bosnyák-török sereg között, amelyben a magyarok súlyos vereséget szenvedtek. A várban ekkor magyar őrség volt. A csatatér azon a területen volt, ahol a mai Doboj városa fekszik. A csatában a  három magyar vezér számos társával a bosnyákok fogságába esett. Állítólag ez döntötte el a csata sorsát. Csupor Pált, aki Hervoját egykor ökörbőgéssel csúfolta ki, a kegyetlen győztes ökörbőrbe varratva dobatta be a Boszna vizébe. Maróti János macsói bánt és a súlyosan megsebesült Garai Jánost a törökök bilincsekbe veretve magukkal hurcolták. Dersi Márton, egy Medvei, (János pécsi püspök fivére), Alapi János, Csaholi János, Szepesi Péter, Panyolai Zsigmond, Osztopáni György és számos más nemes úr osztozott a vezérek sanyarú sorsában. Még több volt azok száma, akiket a törökök és bosnyákok a csata folyamán lekaszaboltak vagy fogságba ejtve, a harcmezőn kivégeztek.
A vár először 1463-ban, a független Bosznia megszűnésével került török uralom alá, de Szapolyai Imre 1464-ben visszafoglalta. Később a szerb despotákat is adó, nevezetes grabarjai Beriszlóké volt (1491). Doboj valamikor 1491 és 1503 között került végleg oszmán kézre. Az oszmán uralom alatt álló Bosznia és a Magyar Királyság közötti fontos határvárként gyakran támadták meg, (hivatalosan 18 alkalommal) az osztrák–oszmán háborúkban. 1697-ben Savoyai Jenő átmenetileg el is foglalta. Az 1716-1718-as osztrák-oszmán háborúban, Bosanski Brod, Derventa és Bosanska Gradiška eleste után az osztrák-magyar hadak egy különítményt küldtek Dobojba, amely elfoglalta és felégette a várost, de a mintegy 1000 katonával megerősített erődöt nem tudták elfoglalni. A 18. század elején az oszmánok létrehozták a doboji kapitányságot, amely magában foglalta a várost és környékét, és a tešanji kadilukhoz tartozott.

### Az osztrák-magyar uralom alatti fejlődés

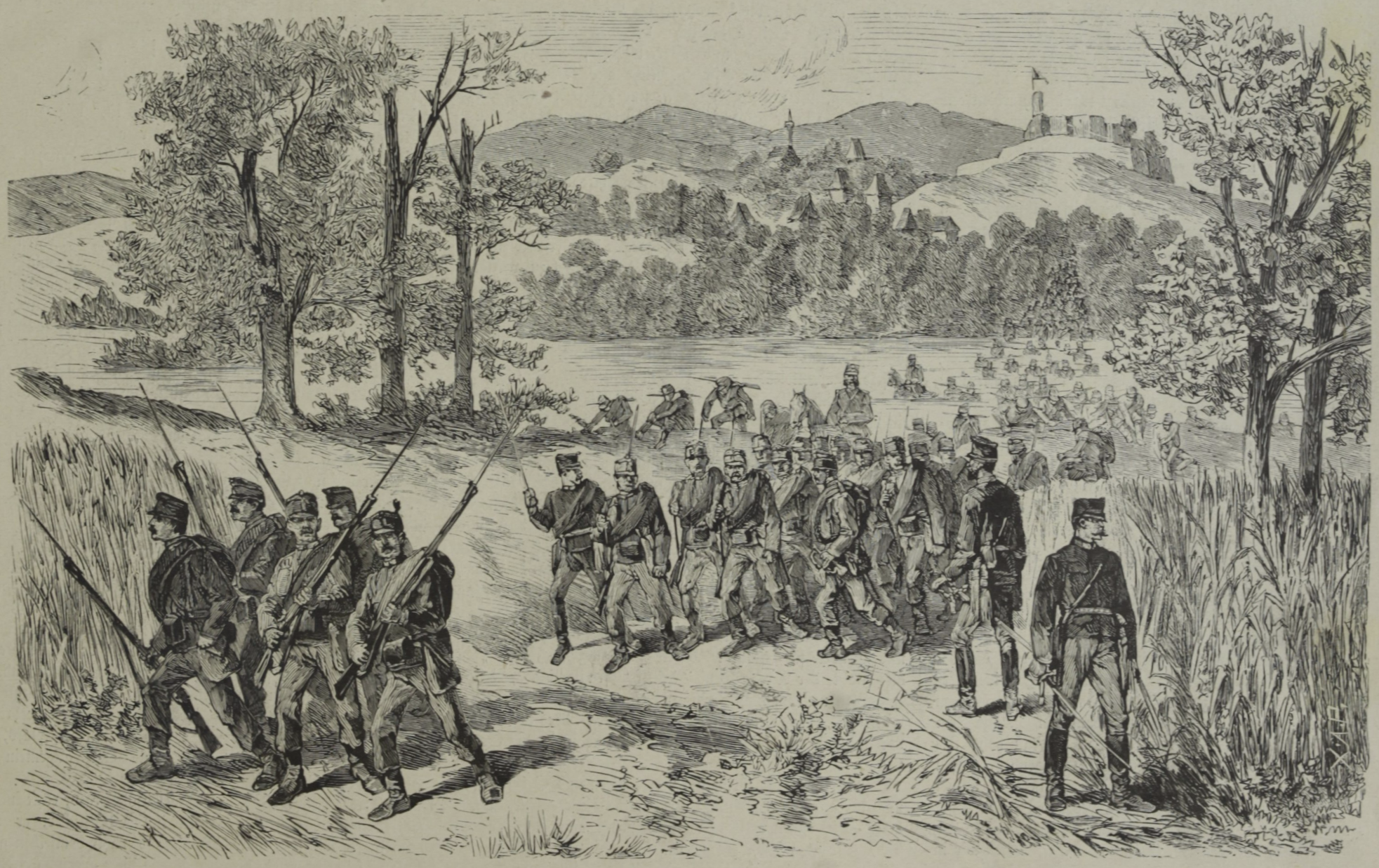
Az osztrák-magyar 54. gyaloghadosztály átkelése a Boszna-folyón

A település 1878-ig tartozott az Oszmán Birodalomhoz, ekkor a berlini kongresszus határozata alapján az Osztrák-Magyar Monarchia része lett. Bosznia-Hercegovina 1878-as megszállása során, a Donja Tuzla-i kudarc után Szapáry László tábornagy osztrák-magyar 20. hadosztályát, amely Bosanski Šamac felől Gračanicán keresztül Zvornik felé haladt előre, Mehmed Vehbi Šemsekadić parancsnoksága alatt 5-6000 felkelő visszaszorította Doboj környéki állásaiba. Augusztus 14. és szeptember 6. között a 20. hadosztály több csatát is vívott a felkelőkkel, akik megpróbálták bekeríteni és megsemmisíteni, valamint Dobojt elfoglalni, ezzel elvágva és elszigetelve a boszniai Osztrák-Magyar 13. hadtestet. A 4. hadosztály a segítségükre sietett, és a szeptember 4-6-i csatákban közösen visszaszorították a felkelőket a Spreča-folyón át, a Boszna bal partján pedig Tešanjig szorították vissza őket, ahová harc nélkül bevonultak. Saját adataik szerint az osztrák-magyarok 35 tisztet és 992 katonát vesztettek. A lázadók szeptember közepén Doboj közelében ismételt kísérletei sikertelenek voltak az osztrák-magyar csapatok legyőzésére. Az első világháború alatt Ausztria-Magyarország egy koncentrációs tábort létesített Dobojban, ahová a foglyokat szállították, mielőtt a hírhedt aradi és sopranjski táborokba deportálták volna őket. Körülbelül 45 000 ember, nő, gyermek és idős (többnyire szerb) haladt át a táboron, és nagy számban haltak meg a táborban az éhség, a kimerültség és az ott dúló járványok következtében.1879-ben az első osztrák-magyar népszámlálás során a Tešanji járáshoz tartozó településnek 326 háztartása, 1183 muszlim, 123 ortodox, 32 római katolikus és 13 izraelita lakosa volt.
Doboj városában a 19. század végén. nagy változások történtek A változások nem a régi, középkorból örökölt városmag újjáépítését jelentik, hanem a település területi bővítését. Teljesen új idők jöttek. Az elmaradott Oszmán Birodalmat felváltja Ausztria-Magyarország, egy sokkal fejlettebb európai megszálló hatalom modern gazdasági koncepciókkal. A Pannónia-Primorje keskeny nyomtávú vasútvonal megépítésével a Boszna-völgy belépett az európai közlekedési hálózatba. A Doboj melletti kereszteződés (Usor és Teslić, illetve Spreč és Tuzla között) Bosznia-Hercegovina legfontosabb és legforgalmasabb közlekedési pontjává válik. Nagyon gyorsan ugyanazon útvonalak mentén építették meg őket, és az utakat zúzott kővel borították be. Doboj számára a következmények rendkívül jelentősek és messzemenőek voltak.
Az évszázadok óta létező óváros határa kiterjedt, és a település a völgy felé terjeszkedett. Először is, az északkeleti oldalon, a Popovo Brdo területén át húzódott egy házakkal teli terület, egészen az újonnan épült szerb ortodox templomig. Ezután a házak építése folytatódott a vasútvonalig, ahol felépült a doboji állomás. Ezen az új kereszteződésen egy üres tér maradt. Ez lett Doboj második köztere. Tőle a vasútállomásig egy új utcát építettek, ahol szintén egy üres tér maradt, a vasútállomás előtti tér - ez lett Doboj harmadik köztere. Ezen túl átlépték azt az utcát is, amely az újonnan épült, Boszna-folyón átívelő hídhoz vezetett, és ahol az osztrák-magyar lovassági laktanyája volt.

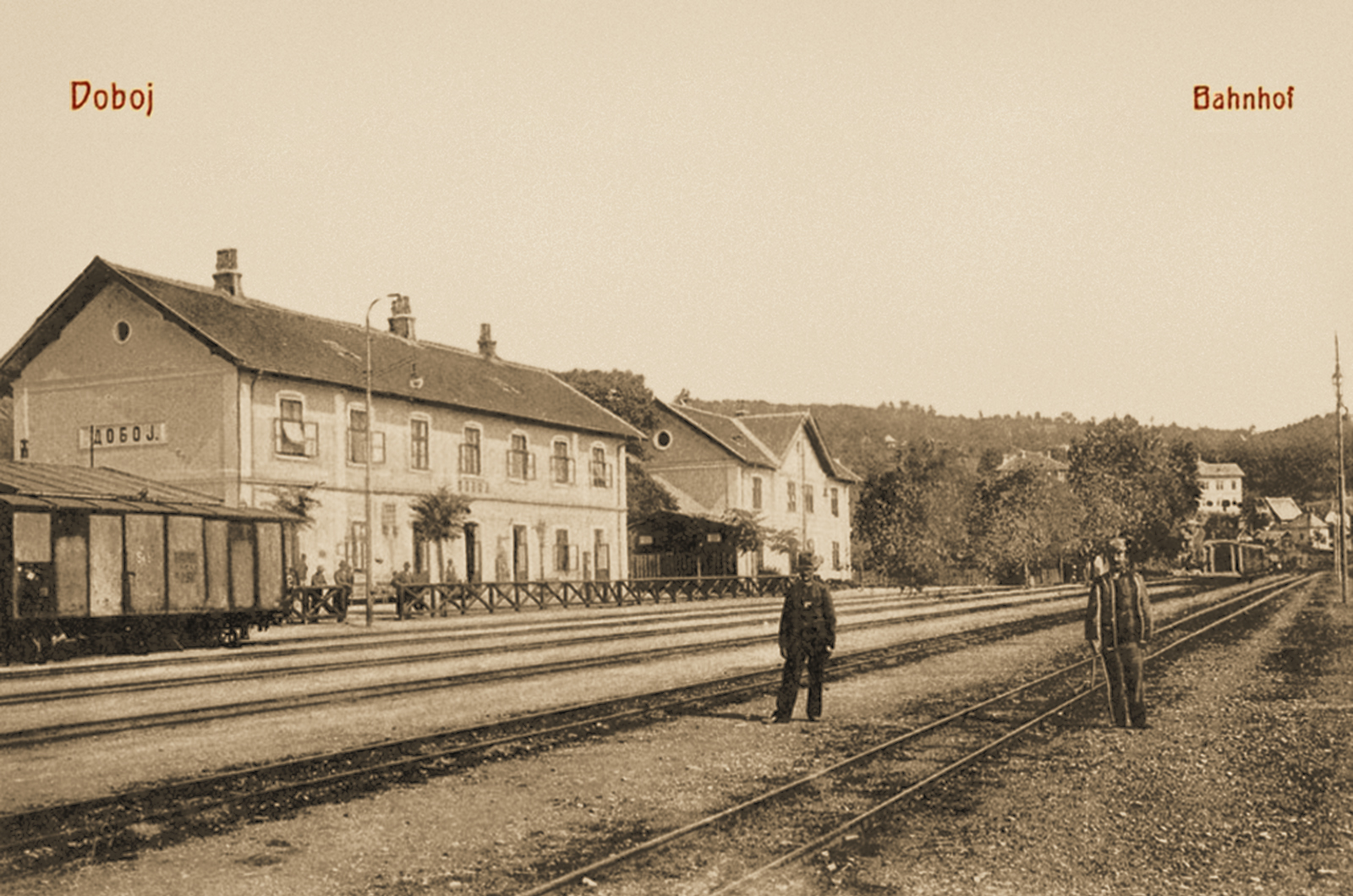
A doboji vasútállomás 1900 körül

A terjeszkedés második iránya délkeleti irányban, az akkor újonnan épült Usora vasútállomás felé vezetett. Itt épültek a vasúti csomóponthoz nagy alapterületű műhelyek, és mivel nem voltak hazai szakképzett munkások, ide főként külföldiek költöztek be. Számukra egy több mint 30 házból álló lakótelepet építettek, amelyet Usorának neveztek el. Más műhelyek is épültek itt, főként olyan kézművesek műhelyei, amelyek korábban egyáltalán nem léteztek a régióban. Végül 1892-ben egy kis cukorgyárat építettek ezen a területen. Az idő múlásával a helyi lakosok is dolgoztak az usorai műhelyekben és cukorgyárban, akik a környező falvakból, de Doboj óvárosából is érkeztek. Ez utóbbihoz egy keresztirányú összeköttetést létesítettek. A Doboj óvárosát Usorával összekötő út először gyalogútként létesült, később pedig kibővítették és kaviccsal borították. Az utat hamarosan házak vették körül, amelyek – bár foghíjasan – összekötötték az új települést Dobojjal. 1910-ben a Doboji járáshoz tartozó településen 759 háztartást, 1767 muszlim, 1126 római katolikus, 358 ortodox, 79 izraelita, 18 evangélikus és 10 görög katolikus lakost találtak.

### A 20. században
A monarchia szétesésével 1918-ban előbb a Szerb-Horvát-Szlovén Királyság, majd 1929-től a Jugoszláv Királyság része lett. 1921-ben a Doboji járáshoz tartozó községnek 3846 lakosa volt, közülük 1895 muszlim, 1208 római katolikus, 605 ortodox szerb, 110 izraelita, 17 evangélikus, 10  görög katolikus és 1 egyéb volt. Az első világháború után megkezdődött és hamarosan befejeződött a Boszna-folyó régi medrének feltöltése, amely annyira megemelkedett, hogy új utcává alakították. Így született meg a Kralja Aleksandra utca, melyet Sándor királyról neveztek el, akinek 1924-es doboji látogatása után kapta a nevét. Bővítése egy új igényt elégített ki, teret adott egy új laktanya építésére, amelyet azonban csak a második világháború után építettek meg.Az 1929-es törvény értelmében, amikor Bosznia-Hercegovinát négy banovinára, Drinskára, Vrbaskára, Zetskára és Primorskára osztották, a település a Vrbaska banovina része lett, amelynek székhelye Banja Luka volt. 
Jugoszlávia megszállása után Doboj is a Független Horvát Állam (NDH) része lett. A második világháborúban a Doboj körüli fegyveres harcok 1941. augusztus 23-án kezdődtek a felkelők Doboj, Gračanica, Maglaj és számos más kisebb erődítmény elleni támadásával. 1941. augusztus 23-ról 24-re virradó éjszaka a város nagy része partizán ellenőrzés alá került. Európa egyik legnagyobb diverzióját hajtották végre akkoriban, körülbelül 150, a keleti frontra szállításra előkészített lőszerrel teli vagont robbantottak fel. A megszállók az „Ozren” hadművelettel válaszoltak. Doboj rendkívül fontos volt a németek számára, különösen az 1945. áprilisi utolsó hadműveletekben, amikor az E hadseregcsoport egyes részei a Boszna-folyó völgyén keresztül Bosanski Brod felé vonultak vissza. Doboj végül 1945. április 17-én hajnalban lett ismét Jugoszlávia része, amikor a németek kivonultak a városból, és helyükre partizánegységek vonultak be.
A második világháború után 1992-ig a település a szocialista Jugoszlávia keretében a Bosznia-Hercegovinai Népköztársaság része volt. A Šamac-Szarajevó normál nyomtávolságú vasútvonal megépítésével a doboji vasútállomás első osztályú vasúti csomóponttá vált. Az elkerülhetetlen volt egy híd megépítése a Bosznán keresztül. A kényszerű megoldás egy olyan utca volt, amely derékszögben haladt volna az új hídra és a vasútállomásra, de ez nem a város régi részébe és a régi keskeny nyomtávú vasútállomás körüli központba vezetett volna, hanem jóval nyugatabbra, így Doboj új központjának létrehozására volt szükség. Ennek a negyedik központnak, vagy Doboj térnek a megjelenése szintén az akkori városrendezés akaratától, illetve jövőképétől függött. A 20. század felének uralkodó elképzelései egy nagyobb területű zöld parkkal kapcsolatos megoldás mellett szóltak. Végül a szocialista realista igények is győzedelmeskedtek, így egy nagy teret hoztak létre a találkozók számára, majd a zöld területet a Hősök Parkjává nyilvánították.
1991. augusztus 4-én béketüntetést tartottak Dobojban, amelyen körülbelül 10 000 ember vett részt. A Nemzeti Hősök Parkjában tartott tüntetésen Doboj polgárai szimbolikus kísérletet tettek a szerb nacionalizmus támadásának elhárítására. 1992 májusának elején a Szerb Demokrata Párt (SDS) – Bosznia-Hercegovina más településeinek példáját követve – válságstábot hozott létre Dobojban, és átvette a hatalmat. A bosnyákokat és horvátokat 1992-ben kiűzték falvaikból és városaikból, de 1995-ig, amikor az Ozren-sziget (Maglaj, Zavidovići) elesett, bizonyos számúan Dobojban maradhattak. Biljana Plavšić bűnösnek vallotta magát a bosnyákok és horvátok etnikai, faji és vallási alapú kiirtásában a hágai törvényszék vádiratában felsorolt 37 településen, köztük Dobojban is, amelyet emberiség elleni bűncselekménynek minősítettek. 1997 szeptemberében a düsseldorfi Legfelsőbb Bíróság (Oberlandesgericht) népirtásban ítélte el Nikola Jorgićot, a doboji szerbet és egy doboji régióbeli félkatonai egység vezetőjét. Négyüket életfogytiglani börtönbüntetésre ítélték a doboji térségben elkövetett népirtó tevékenységekben való részvételéért. 2007. július 12-én az Emberi Jogok Európai Bírósága elutasította Jorgić fellebbezését, és helybenhagyta a népirtás miatti ítéletet.
A boszniai háború idején szerb katonai erők a nem szerb lakosságot elűzték, házaikat lerombolták. A háború alatt a községben összesen 61 000 embert űztek el, köztük 40 000 bosnyákot és 13 000 horvátot. Helyükre a 3. és 4. kantonból 20 000 szerb menekült érkezett. Az új Stanari, Doboj Istok, Doboj Jug és Usora települések egykor Doboj község részét képezték. Az IDC szerint Doboj községben a halottak és eltűnt személyek (civilek és katonák) teljes száma 2311 (2201 halott, 110 eltűnt).
Doboj azon ritka boszniai városok egyike, amelyekről elmondható, hogy a menekültek hazatelepítése sikeresen megvalósult. A városnak így sikerült a lehető legnagyobb mértékben megőriznie háború előtti többnemzetiségű jellegét. Körülbelül 10 000 háború előtti lakos, akiket otthona elhagyására kényszerítettek, visszatért. A helyzet messze nem ideális, de mindenhol látható a fejlődés.

## Gazdaság

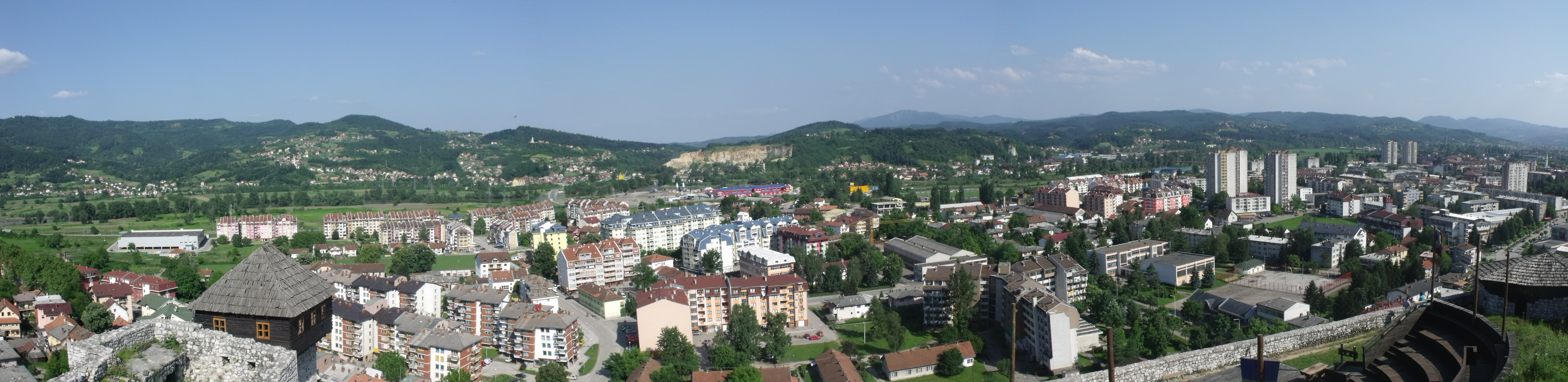
A város látképe a várból

Doboj ma Boszniai Szerb Köztársaság egyik legnagyobb városa, ahol fejlett a fémipar, a textilipar, a vegyipar és az élelmiszeripar, valamint a közlekedés, a mezőgazdaság, az építőipar és a kereskedelem. Dobojban található a Boszniai Szerb Köztársaság JOD Vasúti Közlekedési Társaságának és a Bosznia-Hercegovinai Vasúti Közlekedési Társaságnak a központja. Doboj Bosznia-Hercegovina legnagyobb vasúti csomópontja, és az egyik legnagyobb a Balkánon. Doboj egy igazi vásárváros is. A DOBOJEXPO Nemzetközi Kisvállalkozói Vásár számos hazai és külföldi üzletembert vonz ide, ami hozzájárul a helyi, regionális, köztársasági és nemzetközi piacok közötti közvetlen kapcsolatok kialakításához. A DOBOJEXPO Doboji Vásár számos üzleti vállalkozást hoz össze országszerte és külföldről, így jelentős gazdasági tényezőt képvisel a város és az egész régió fejlődésében. Jelenleg a doboji régió az egyik legaktívabb a befektetések tekintetében Bosznia-Hercegovinában. 
A Stanari bánya közelében az EFT Csoport kezeli a 420 MW-os Stanari hőerőmű építési projektjét. A Stanari hőerőmű projekt Bosznia-Hercegovina energiaszektorának egyik legfontosabb beruházása. A Stanari Hőerőmű, egy korszerű erőmű, évi 3 millió MW energiát fog termelni, ami Bosznia-Hercegovina jelenlegi teljes villamosenergia-termelésének körülbelül 25%-a. Tervezett kapacitásánál az erőmű évente 2,8 millió tonna lignitet fog felhasználni a közeli Stanari bányából. A Stanari Hőerőmű lesz az első ilyen jellegű termelési kapacitás Bosznia-Hercegovinában, amely megfelel az alkalmazandó Európai Unió környezetvédelmi előírásainak. Doboj megerősítette szándékát, hogy 152 millió euró értékű új beruházással energia- és kommunikációs központtá is váljon. Szerződést írtak alá a norvég Technor Energy AC céggel 7 mini vízerőmű építésére a Boszna folyón.

## Oktatás
- Dobojban jelenleg öt általános iskola működik: a Zeneművészeti Általános Iskola, a Dositej Obradović Általános Iskola, a Petar Kočić Általános Iskola, a Sveti Sava Általános Iskola és a Vuk Karadžić Általános Iskola.

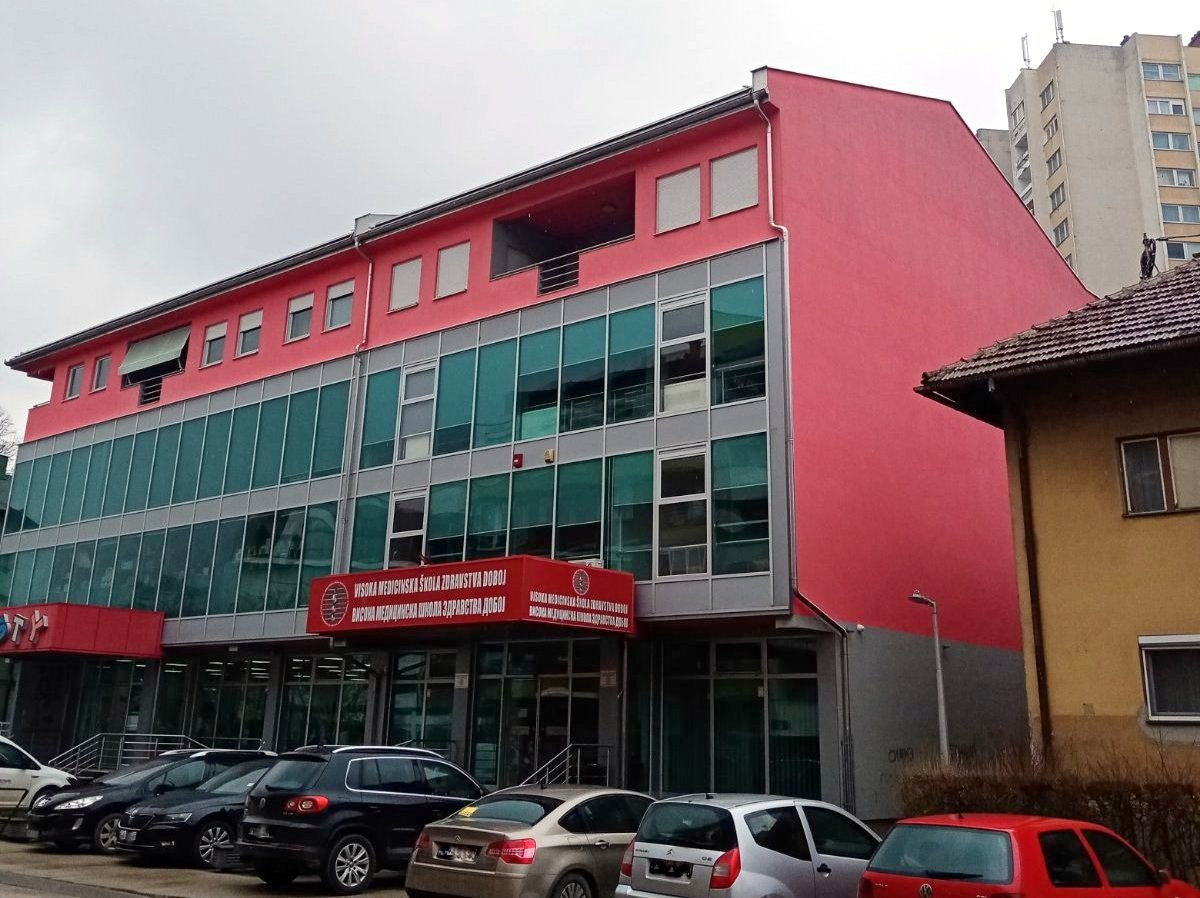
A Doboji Egészségtudományi Orvostudományi Főiskola épülete

- Doboj egy regionális oktatási központ, ahol számos középiskola található: a Jovan Dučić Gimnázium, az Egészségügyi Szakiskola, a Fémipari Szakiskola, a Közgazdasági és Kereskedelmi Szakiskola, a Közlekedési és Villamosipari Iskola, a Közigazgatási, Vendéglátóipari és a ŠUP Iskola.

- Doboj egyetemi város is. Jelenleg a következő felsőoktatási intézmények működnek: 
  - Slobomir P Egyetem (Menedzsment Kar, Jogi Kar, Filológiai Kar - Angol Tanszék, Információs Technológiai Kar, Grafikai és Tervezési Kar, Adó- és pénzügyi akadémia). Kelet-szarajevói Egyetem Közlekedési és Mérnöki Kar. A Közlekedési és Mérnöki Tanszék a következő tanszékekből áll: közúti és városi közlekedés, vasúti közlekedés, postai szállítás, kommunikáció, logisztika. A Műszaki Tanszék a következőkből áll: gépészmérnöki (gyártástechnika, gépészet), villamosmérnöki (elektronika és automatizálás, villamosmérnöki) és számítástechnikai szakcsoportok (programozás, informatika és számítógépek).

- - Közlekedési és Mérnöki Kar. A Közlekedési és Mérnöki Tanszék a következő tanszékekből áll: közúti és városi közlekedés, vasúti közlekedés, postai szállítás, kommunikáció, logisztika. A Műszaki Tanszék a következőkből áll: gépészmérnöki (gyártástechnika, gépészet), villamosmérnöki (elektronika és automatizálás, villamosmérnöki) és számítástechnikai szakcsoportok (programozás, informatika és számítógépek). A Közlekedési és Mérnöki Kar a Kelet-szarajevói Egyetem része.[27]

## Kultúra

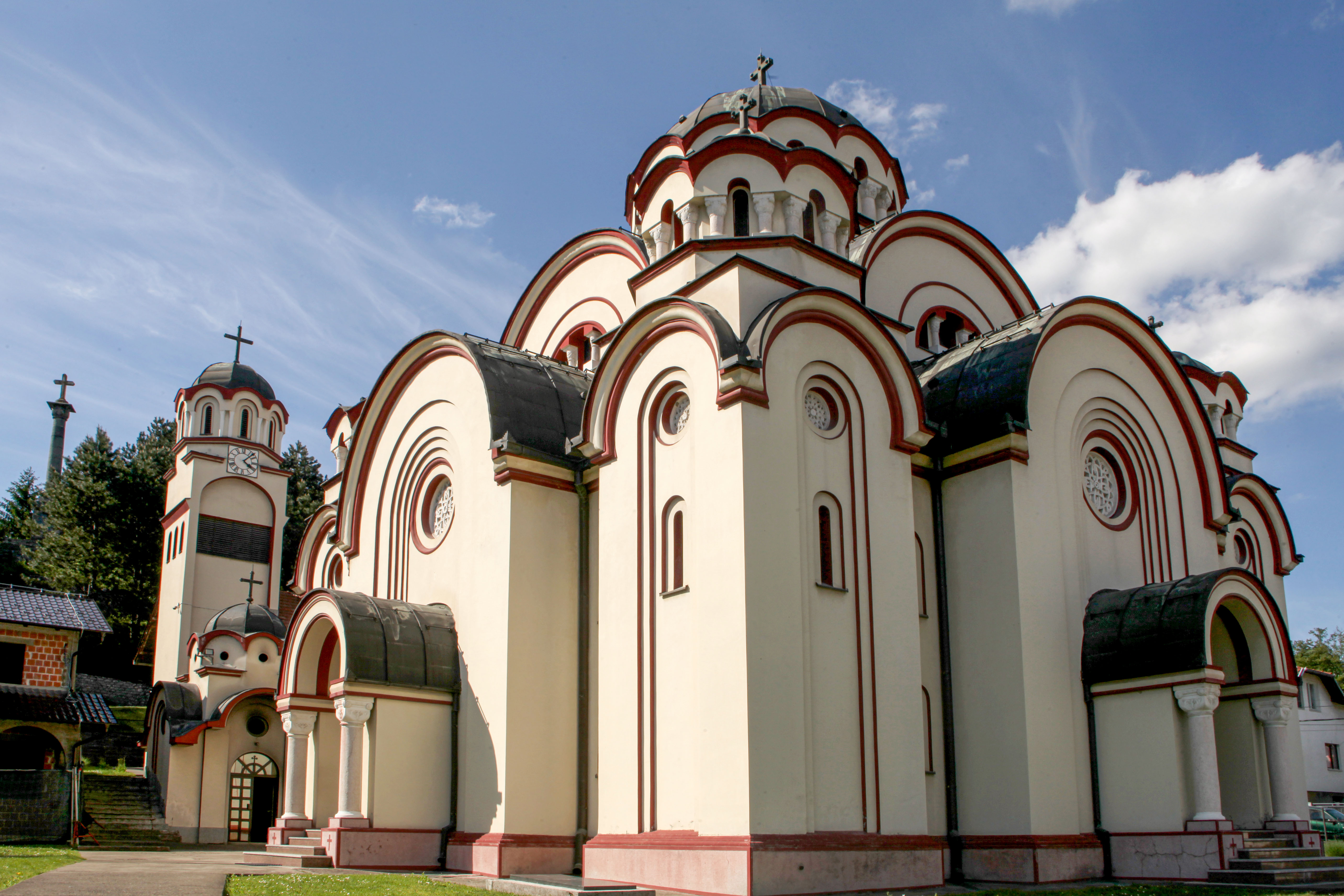
A Szent Péter Pál ortodox templom

- A Nemzeti Könyvtár épülete 1948-ban nyílt meg.
- A Doboji Múzeumot 1956. november 8-án alapították.
- A Doboji Kőtár egy speciálisan kialakított terület a Doboji Múzeum előtti szabadtéren. Azzal a céllal alapították, hogy népszerűsítsék és megvédjék a középkori kulturális emlékek egy részét, amelyeket a Kulturális Műemlékvédelmi Intézet megőrzésre és bemutatásra a múzeumnak adott át.
- Drago Handanović öröksége Bosznia-Hercegovina kulturális értékeinek egyike, amelynek fő részét a díjnyertes alkotások gyűjteménye teszi ki, amelyeket a neves doboji szobrász, Drago Handanović Doboj városára hagyott. Kiállított anyaga 2022-től tekinthető meg a Városi Múzeumban.
- A Doboji Színházi Fesztivál a Boszniai Szerb Köztársaság kulturális rendezvénye, amelynek célja a színházművészet, elsősorban a monodráma bemutatásának népszerűsítése, és amelyet minden év májusában rendeznek meg,
- Doboji Városi Galéria
- A Doboji Kulturális és Oktatási Központ a város egyik kulturális intézménye, amelyet 1956-ban alapítottak, és amely Doboj polgárainak kulturális szükségleteiről és oktatásáról gondoskodik.

## Sport
A Nemzetközi Kézilabda TV Bajnokok Tornája  immár ötödik évtizedébe lépett. Ez a nagyszerű sportesemény egy kezdetben kis helyi kézilabda tornából a világ egyik legszínvonalasabb és legelismertebb kézilabda-rendezvényévé nőtte ki magát.
- FK Sloga Doboj labdarúgóklub, 1945-ben alapították

- RK Sloga Doboj kézilabdaklub, 1958-ban alapították

## Vallási közösségek

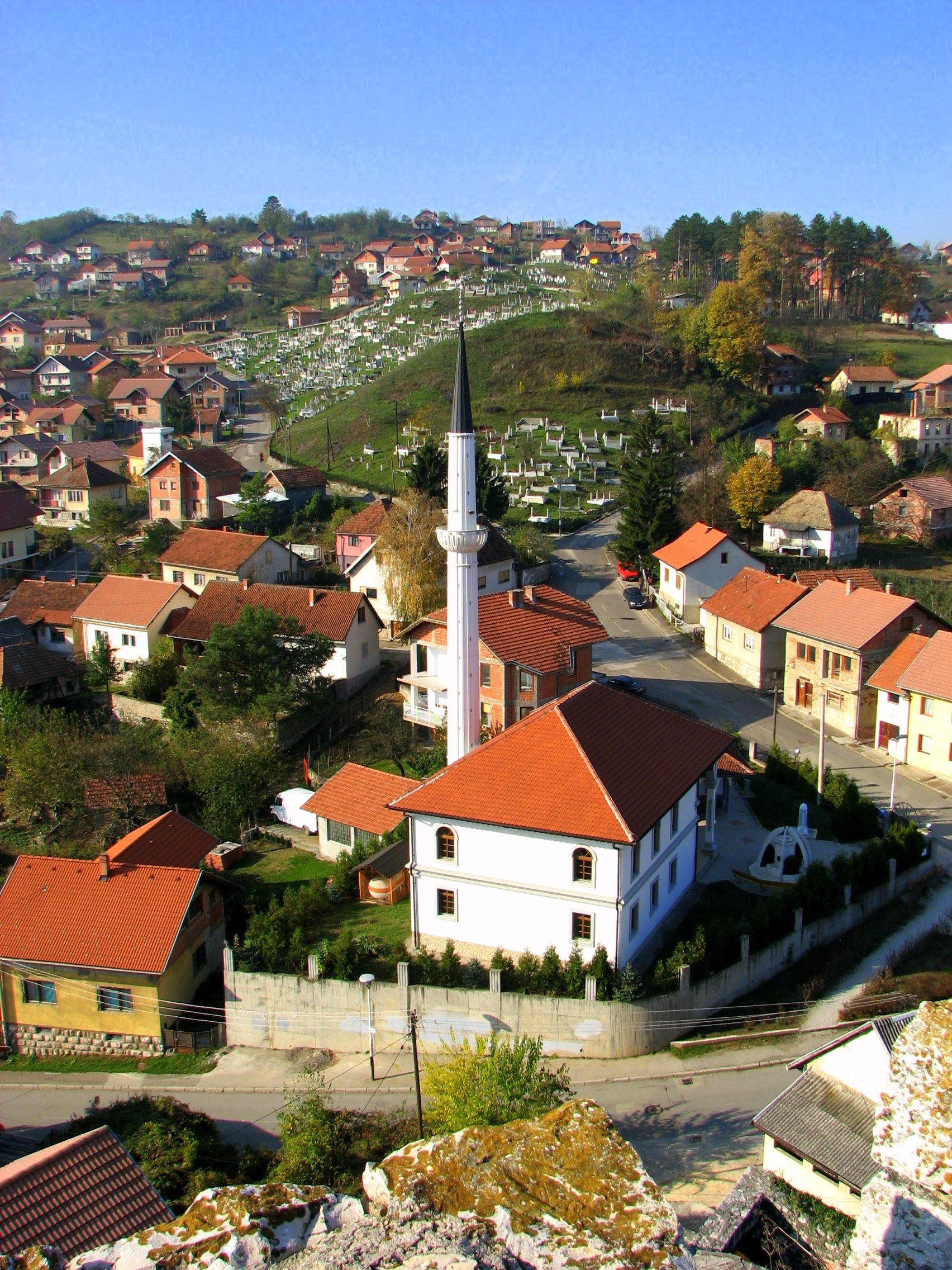
A Szelim mecset

Doboj ma már joggal dicsekedhet a jó emberi és vallásközi kapcsolatokkal. Kevesebb mint egy kilométeres szakaszon, a doboji vár alatt négy vallási közösség imahelye is megtalálható.

### Ortodox Egyház
Doboj területén ortodox érsekség működik, melynek feje Mirko Nikolić érsek. Főbb egyházi épületei:
- Szent Péter és Pál tiszteletére szentelt ortodox temploma. A templom építése 1931. augusztus 27-én kezdődött és 1937 őszére fejeződött be. Az első istentiszteletre 1936 januárjában került sor.[29] A templomot 1938. szeptember 18-án szentelte fel Gavrilo szerb pátriárka.[30]

- A Boldogságos Szűz Mária születésének emléktemploma egy ortodox templom. A templom építése 2001-ben kezdődött. A templom méretei 46 x 30,5 méter, a telket, amelyen a templom épült, a Doboj Községi Közgyűlés adományozta.[31]

- A Tiszteletreméltó Nagy Sziszoj temploma Gavrićiben. Az építkezés 2004-ben kezdődött és 2010-ben fejeződött be.[1] A templom alapjait, a kupolakereszteket és a harangot 2008. szeptember 6-án szentelte fel Vasilije Kačavenda, Zvornik-Tuzla püspöke.[32]

### Iszlám közösség
A doboj iszlám közösség ma négy község területére terjed ki. Az első község a Boszniai Boszniai Köztársaságban, míg a másik három a Bosznia-Hercegovinai Föderációban található. A MIZ Dobojnak ma összesen 29 gyülekezete és 32 mecsete van. Főbb épületei:
- Az első,  I. Szelim oszmán szultán által építtetett doboji mecset a vár mellett épült 1521-ben, amely körül kifejlődött a bazár. A mecset ma is Szelim nevét viseli. A Szelimija-mecset vagy Selmija-mecset Doboj legrégebbi mecsete. Gornja- vagy Čaršija-mecsetként is ismert, mivel a Čaršija városrészen áll. A Gornja-mecset Bosznia-Hercegovina nyolc legrégebbi mecsetjének egyike.

- A Trnjak-mecsetet 1756-ban építették, de többször átépítették. A legnagyobb változásokon 1938-ban esett át, de a hívők akaratára később lebontották, és egy teljesen új mecset építése kezdődött, amely elnyerte végleges alakját, minarettel és óratoronnyal.[33]

- Az Orašje-mecset Doboj nyugati részén, Orašjében, a Krnjin-hegy nyugati lejtőin fekvő településen található. Raška, Kneza Miloša és Vidovdanska települések tartoznak ehhez a gyülekezethez. Az első mecsetet 1978-ban építették. A boszniai háború alatt a mecsetet lerombolták. A mecset újjáépítése 2005-ben kezdődött, és 2007-ben nyitották meg a nagyközönség számára.[34]

### Római Katolikus Egyház

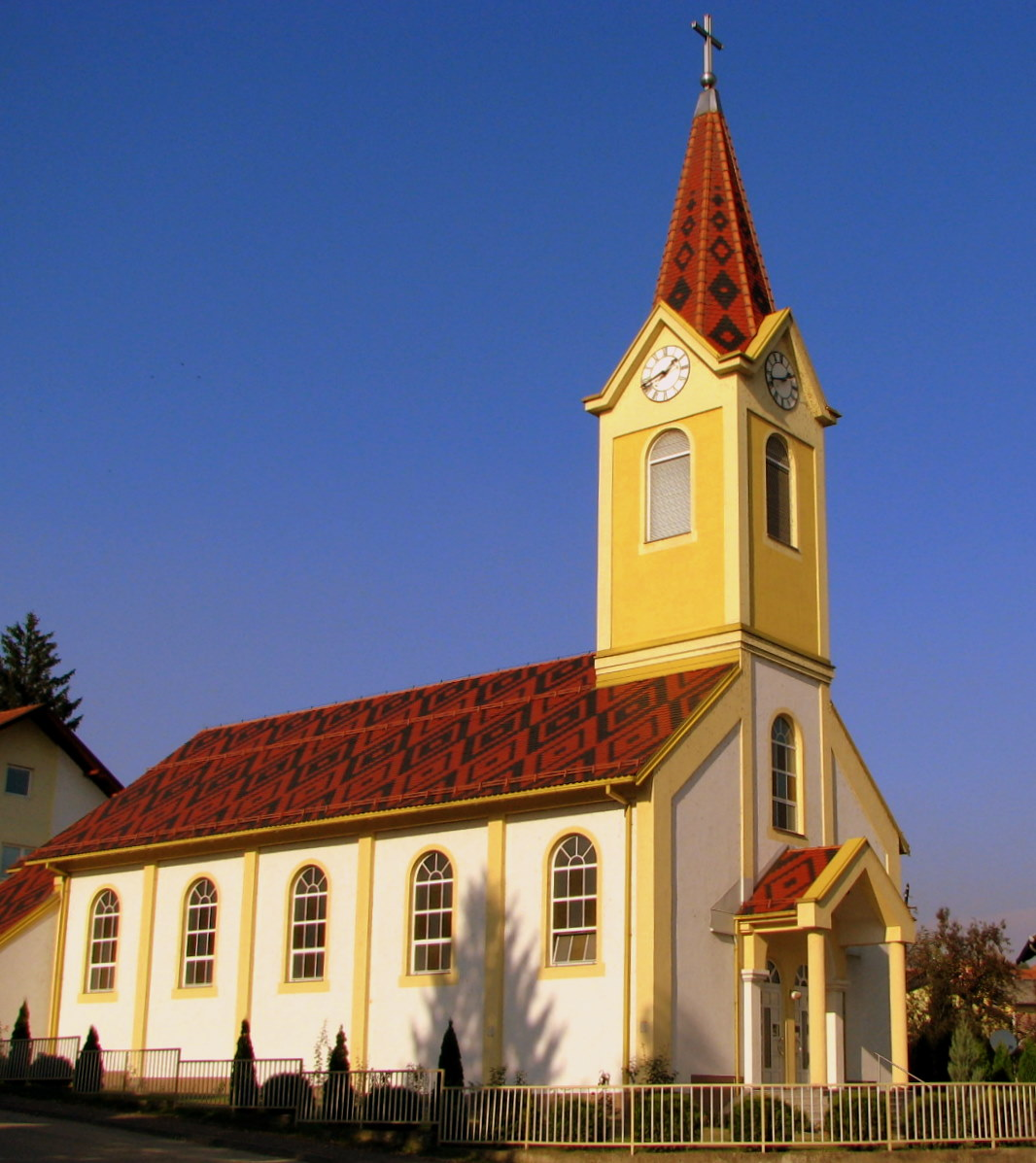
A Jézus Szíve római katolikus plébániatemplom

A doboji római katolikus plébánia alapításának éve 1896. Létrejött az ipar fejlődésének köszönhetőe, mivel Ausztria-Magyarország cukorgyárat épített Dobojban, Usorán, és sok katolikus kezdett bevándorolni a Monarchia minden részéről, különösen Horvátország egyes részeiről. Így merült fel az új plébánia alapításának szükségessége. A sivšai plébánia, amelyhez addig területileg a város tartozott, túl messze volt. Hogy mennyire helyes volt a döntés, azt az 1910-es adatok mutatják, amikor az újonnan épült plébániatemplomot felszentelték és megnyitották. Abban az évben már 1900 katolikus élt a plébánián. A plébániatemplom 1935-ig a plébánia Szent Krisztina szűz és vértanú tiszteletére volt szentelve. Ezután a védőszent Jézus Szent Szíve lett. 1945-ig számos katolikus és horvát egyesület működött a plébánián. 1941-ben adták át a már évek óta épülő Horvát Katolikus Otthon épületét. Később ezt a kommunista hatóságok elvették, és ma a múzeumnak ad otthont.
- A Kis Jézus Szolgálólányainak rendjét a katolikus egyház fiatalabb rendjének tekintik, amelyet Josip Štadler első boszniai érsek alapított 1890-ben Szarajevóban. Régi feljegyzések szerint 1942. november 16-án, hétfőn, délután négy óra körül négy nővér érkezett Dobojba. Ők voltak: Honorata Matica igazgatónő, Silvija Lučanin, aki zenét tanított, Amalija Begović, aki a háztartást vezette, és Lidija Svetić, akinek a feladata a játszótéren lévő gyerekek gondozása volt. Doboji tevékenységüket és tartózkodásukat 1949-ben a jugoszláv helyi hatóságok szakították félbe, amikor elrendelték a kolostor és Doboj városának elhagyását. 1968. május 1-jén visszatértek Dobojba és kolostorukba, és megkezdték a kolostor felújítását. A kolostor alapvető felújítása mellett 1977-ben és 1978-ban bővítésre és bővítésre is sor került. A felújított kolostort 1978. április 1-jén áldották meg. A felújított kolostort 1978. április 1-jén szentelték fel. A nővérek második doboji tartózkodását az 1992-es boszniai háború szakította félbe. A kolostor harmadik megérkezésére és felújítására 2009-ben került sor, azóta a nővérek ismét a betegek és a szegények szolgálatában állnak.[35]

### Izraelita Hitközség
A judaizmus első nyomai ezeken a területeken a 2. századra nyúlnak vissza. A történetírás a zsidók tömeges letelepedését a spanyol inkvizíció után jegyezte fel. Bosznia-Hercegovina legrégebbi zsidó önkormányzata 1567-ben alakult Szarajevóban. Doboj zsidó önkormányzata 1871-ben alakult, és azóta is működik. A zsidó önkormányzat mellett Doboj a Boszniai Szerb Köztársaság zsidó közösségének székhelye is.

## Nevezetességei

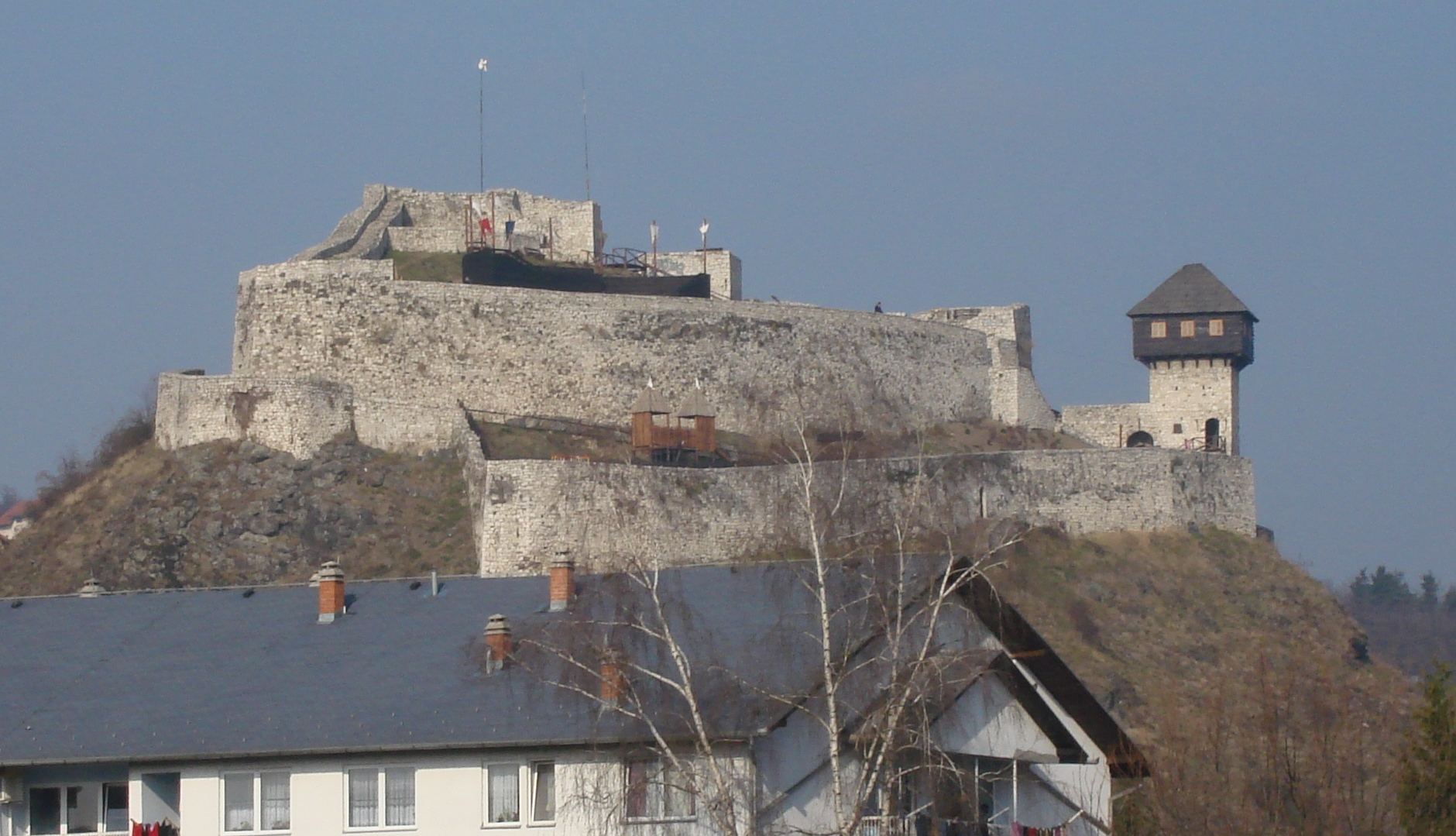
Doboj vára

- Doboj vára (13. század eleje) gyönyörű kilátással Doboj városára
- Római erőd és tábor (Castrum) maradványai az Usora és a Boszna folyók találkozásánál
- Helytörténeti Múzeum (jelenleg felújítás alatt)
- Az első világháborús foglyok emlékműve
- Nemzeti Hősök Parkja
- Kézműves központ
- Dzsungelmedencék
- „Preslica” piknikezőhely az Ozren-hegyen
- Goransko-tó

## Fordítás
- Ez a szócikk részben vagy egészben  a   Doboj című bosnyák Wikipédia-szócikk fordításán alapul.  Az eredeti cikk szerkesztőit annak laptörténete sorolja fel. Ez a jelzés csupán a megfogalmazás eredetét és a szerzői jogokat jelzi, nem szolgál a cikkben szereplő információk forrásmegjelöléseként.